# 夏琳·阿克利赫
夏琳·阿克利赫（阿拉伯語：شيرين أبو عاقلة，羅馬化：Shireen Abu Akleh，1971年4月3日—2022年5月11日）是一名巴勒斯坦裔美國記者，在半島電視台的阿拉伯語頻道擔任記者25年。由於她數十年內一直在被以色列佔領的巴勒斯坦領土上進行報導，因此在整個中東地區家喻戶曉。
2022年5月11日，她在約旦河西岸城市傑寧採訪時被以色列國防軍槍殺，5月13日在耶路撒冷锡安山墓地下葬。葬礼当天送葬队伍与以色列警方爆发冲突，引发广泛关注。
2022年9月5日，以色列国防军公布案件调查报告，认为希琳“非常可能”被军方枪火“误伤”，但由于无法认定希琳不是被巴方杀害，故不对事件进行刑事调查。调查结果未得到夏琳家人及外界接受；在夏琳家人的请求下，美国当局于同年11月宣布对案件进行独立调查。

## 早年生活
阿克利赫於1971年在耶路撒冷出生，她的家人是來自伯利恆的巴勒斯坦阿拉伯基督徒。她其後在美國度過了一段時間，並成功獲得了美國公民身份。阿克利赫於在耶路撒冷拜特哈尼納就讀中學，然後進入約旦科技大學修讀建築。她之後轉學到約旦的耶爾穆克大學，並獲得了新聞學學士學位。 畢業後阿克利赫返回巴勒斯坦。

## 生涯
夏琳曾担任蒙特卡洛中东电台及巴勒斯坦之聲的记者，在聯合國近東巴勒斯坦難民救濟和工程處、安曼卫星频道和MIFTAH工作过。1997年起担任半岛电视台记者，是该台第一批驻地记者、阿拉伯语频道的知名记者。派驻东耶路撒冷期间，夏琳参与报道阿克萨群众起义等巴勒斯坦国的重大事件、以色列政坛动态，以及以色列国防军杀害的巴勒斯坦人的葬礼。
夏琳的职业生涯激励着许多巴勒斯坦人和阿拉伯人走上新闻记者的道路，她的直播报道及独特的收播方式也为人所熟知。在她遇害后，美国《纽约时报》及全国公共广播电台称她是巴勒斯坦人“家喻户晓的名字”。《以色列时报》形容她是“资深记者......阿拉伯世界媒体最杰出的人士”。英国广播公司认为她在观众及媒体同行中树立了很高的口碑。直至2022年遇害，夏琳仍在半岛电视台工作。当时她为了理解以色列媒体的表述还在学习希伯来语，事发前没多久才获得数字媒体文凭。

## 遇害

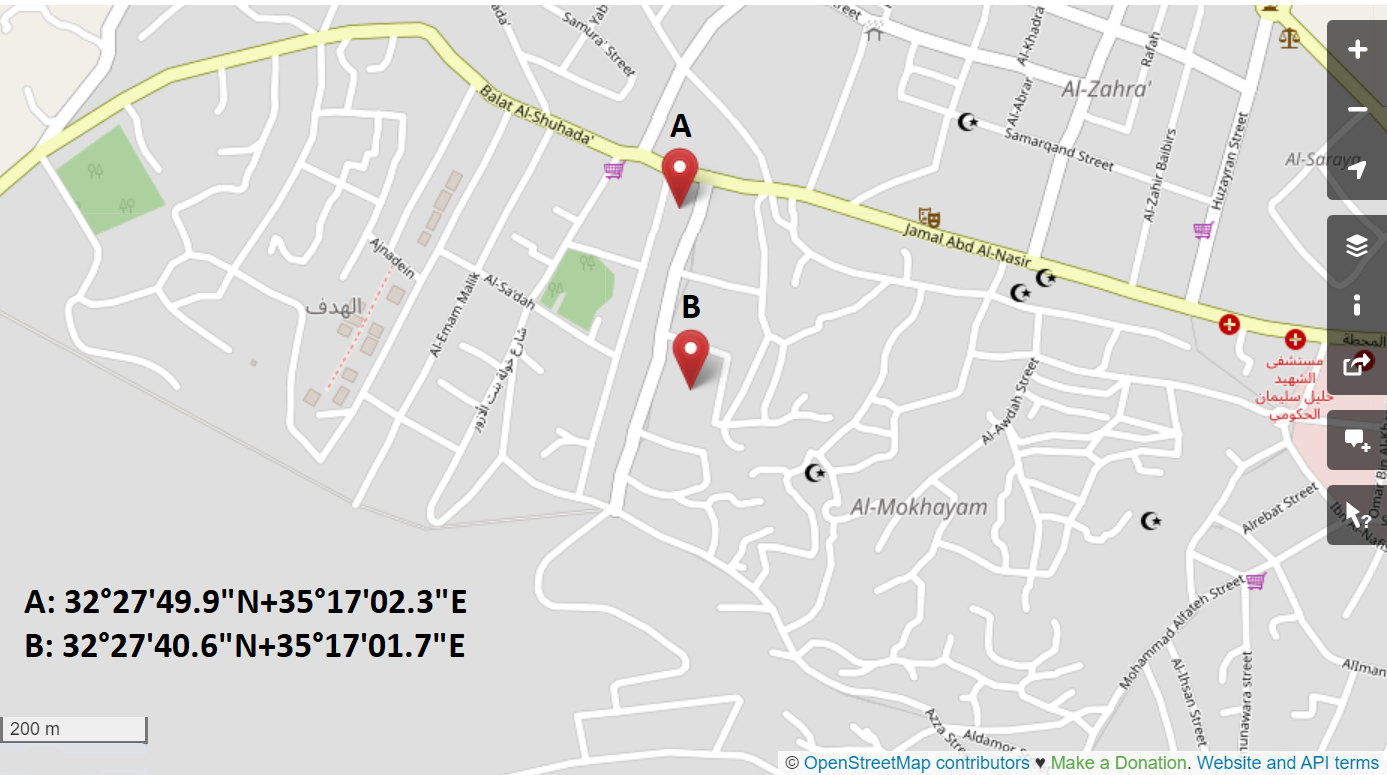
图为卜采萊姆制作的事发现场地图，A点系夏琳遇害的位置，B点为与以色列国防军交火的武装分子。

2022年5月11日，巴勒斯坦卫生部公布了夏琳的死讯。事发时，夏琳正在报道以色列国防军突袭一间房子的情况。据目击者及半岛电视台透露，夏琳被以色列国防军开枪打死。半岛电视台指责以色列故意对准夏琳。国防军表示行动目标是抓获“可疑恐怖分子”。半岛电视台称夏琳被国防军开枪爆头，在伊本辛纳医院（Ibn Sina Hospital）宣告死亡，得年51岁。当时也在现场的《圣城报》记者阿里·萨莫迪（Ali Samodi）背部中枪，无生命危险，另外两位巴勒斯坦人送往医院时情况轻微。《泰晤士报》称夏琳被狙击手打中。巴勒斯坦记者沙塔·哈奈莎（Shatha Hanaysha）称自己和第四名记者被狙击手火力压制，对方在夏琳倒下后也没有停火，导致沙塔无法將遇害的夏琳拉过来。
以色列军方表示，国防军当时在还击开火的巴勒斯坦激进分子。国防军发布了一段视频，显示巴勒斯坦的枪手正在杰宁营地开火，当地据推测是夏琳遇害的地方。从视频可以听到激进分子在说“他们（巴勒斯坦激进分子）打中了一个人、一个士兵，他正躺在地上”。至于行动中没有以色列士兵伤亡，以色列当局表示激进分子可能把夏琳当成以色列士兵而误伤了她。然而《国土报》认为这种可能性不大，因为枪手和记者的直线视野范围内有几座建筑物阻挡。
包括两位站在夏琳身旁的记者在内的多位目击者表示夏琳死前周围比较安静，没有巴勒斯坦人、平民或其他人在场，质疑以色列当局说她在交火中死亡的说法。半岛电视台引述拉姆安拉支局局长瓦利德·奥马里表示巴勒斯坦人没开火。巴勒斯坦民族倡议的穆斯塔法·巴尔古蒂表示现场没有交火。据奥马里透露，夏琳戴着头盔，中枪的位置是耳下方的未保护地带，说明她是被故意针对的目标。事发视频显示，夏琳当时身穿蓝色防破片背心，胸前的“PRESS”（记者）字样清晰可辨。法新社摄影记者表示以军开枪打死了夏琳。
安纳杰国立大学对夏琳进行尸检，但未能判断谁打死了夏琳。病理学家未发现近距离中枪的痕迹。尸检确认夏琳被卡在脑部的一枚子弹杀害，这枚子弹造成颅骨骨折、大脑受损。子弹去除后被送去进一步检查。以国防部长本尼·甘茨表示国防军已请求巴方安排她们检查子弹。以方还提出进行联合调查，但被巴方以希望进行独立调查为由拒绝。巴勒斯坦总理穆罕默德·施泰耶明确表示会自行调查，拒绝外国参加，以免出现伪造的事实。与此同时，以国防军开始自行调查士兵开枪打死夏琳的可能性。调查行动从三起涉及国防军士兵的枪击事件开始，其中一起就发生在夏琳所处位置的150米范围内。国防军官员认为三个事件与夏琳之死之间的关联性更大。一位身份不明的军官告诉记者，他们已经确认一把步枪，但由于缺少子弹，无法确认其就是被用来枪杀夏琳的步枪。官员还确认一辆载有士兵的军用车辆出现在距夏琳150码的地方，车上士兵在案发时多次开火。国防军后来表示会继续进行调查行动，但不会以犯罪调查的模式进行，因为他们不认为事件涉及到刑事方面。以色列政府在声明中表示，“根据朱迪亚-撒马利亚区的调查政策”，不需要进行刑事调查。一条法律指责以色列政府以逃避刑事调查撇清责任。半岛电视台记者伊姆兰·汗（Imran Khan）认为，按照以色列目前的政治气氛，对正在积极开展军事行动的现役军官或士兵进行刑事调查“绝对站不住脚”。美国众议员安德鲁·卡森致信国务卿安东尼·布林肯，希望派遣联邦调查局前往当地调查。截至5月19日，信件已有55名国会议员签名。
多个独立团体对事件展开第三方调查：查核组织铃铛猫仔细分析了巴以双方军队消息人士在社交媒体上发布的音视频证据，发现尽管巴勒斯坦的枪手和以色列士兵当时都有在场，证据还是佐证了以色列开火的目击者证词。以色列人权组织卜采萊姆也进行了调查，让以色列军方从最初一口咬定巴勒斯坦枪手杀害夏琳发生转变。美联社重构了案发过程，虽然没有得出决定性结论，但倾向于支持巴方认为以方开枪击倒夏琳的主张。报道指出，以色列通常会把巴勒斯坦人遭枪击事件的调查工作拖上数月乃至数年，之后悄悄搁置。另外，人权组织称以色列士兵甚少被追究责任。美国有线电视新闻网调查了11段现场视频，采访了多位目击者及一位武器专家，认为这些新证据表明以色列有意枪杀夏琳。
据《耶路撒冷邮报》报道，巴勒斯坦方面于5月26日公布了事件调查结果，称以国防军“直接、蓄意”瞄准夏琳，惟以方否认。同日，半岛台申请海牙国际刑事法庭调查夏琳遇害事件，同时递交2021年5月半岛台加沙办公室遭袭案，以及半岛台多位记者在巴勒斯坦地区被袭击的事件。递交行为获夏琳家人批准。

## 后续
半岛电视台称以色列部队在事发后突袭了夏琳的家，没收了巴勒斯坦国旗、停止了“民族主义歌曲的播放”。数千名穆斯林民众聚集在拉姆安拉纪念身為基督徒的夏琳。夏琳的遗体被带到半岛台在当地的办公室，供同事、朋友及亲人“见最后一面”。黎巴嫩另类新闻集团工会的记者在贝鲁特市区举行悼念仪式。在夏琳的家乡拜特-哈尼纳，以色列武装部队至少逮捕了5名引起冲突的巴勒斯坦人，另外至少3人被捕。当地有群体举行纪念集会。德国柏林当局以禁止亲巴勒斯坦团体“犹太人之声”（Jüdische Stimme）在5月13日星期五举行纪念夏琳的守夜仪式，理由是在5月15日巴勒斯坦人灾难日前夕举行活动有反犹太主义的“直接风险”。另外五场原定于周末举行的抗议及集会活动也被德国当局叫停。灾难日当天，美国华盛顿哥伦比亚特区、纽约市、英国伦敦等地举行了纪念活动。5月19日，英国艺人支持巴勒斯坦（Artists for Palestine UK）组织举行联署，100多位艺人参与签名，包括佩德罗·阿尔莫多瓦尔、安吉拉·戴维斯、蘇珊·莎蘭登、阿蘭達蒂·羅伊和马克·鲁法洛。信件将以色列类比为种族隔离国家，谴责了“以色列占领军”对夏琳及葬礼哀悼者的袭击。
巴勒斯坦当局于2022年5月12日宣布为夏琳举行国葬。巴勒斯坦总统马哈茂德·阿巴斯将出席总统府出发流程。夏琳将葬在家附近的耶路撒冷陵墓。葬礼于5月13日在东耶路撒冷举行，数千人出席，部分人展示巴勒斯坦国旗。出殯队伍从圣约瑟夫医院出发没多久就被要求亲自抬棺的送葬人群包围，灵车道路受阻。以色列警方冲向医院大门处，用警棍及震感手雷驱散人群，其中部分警察殴打靠墙的抬棺者，棺材几乎跌落在地。以色列警方表示行动是以人群“扰乱公共秩序”为由展开行动。警方打算阻止人群公开展示巴勒斯坦国旗，但其中有人不顾劝阻挥舞旗帜，高呼“巴勒斯坦”。警方表示现场有人朝他们投掷石块。有视频显示警方向人群表示“如果不停止呼叫口号及民族主义歌曲，我们就会用武力驱散你们，不让葬礼进行”。灵柩随后被灵车运往圣母领报主教座堂，在锡安山墓地下葬。陵墓在夏琳父母旁边。
5月16日，由修道院经营的圣约瑟夫医院引述了代表12个基督教教派的圣地基督教会组织的声明，表示“警方的行动构成了‘入侵和不成比例的武力使用’，严重违反国际规范和法规，包括宗教自由的基本权利”。以方表示会对葬礼事件进行全面调查，以便从中吸取教训”，结果将适时公布。与此同时，一名遭警方殴打的扶灵者被逮捕，其后被单独监禁。警方表示该男子与葬礼无关，但没有提供合理证据。

### 各方回应
半岛电视台表示事件是违背国际准则的骇人罪行，杀人者“冷血无比”。台长贾尔斯·特伦德尔（Giles Trendle）表示“震惊、难过”，呼吁进行透明调查。
巴勒斯坦总统阿巴斯认为以军应为夏琳的死负全部责任。巴勒斯坦民政部长侯赛因·谢赫（Hussein al-Sheikh）在推特发文，称夏琳“因以色列占领者的子弹殉难”，表示“要封别人口的罪行一次又一次上演，真相被以色列占领者谋杀”。巴勒斯坦驻英国使团团长胡萨姆·佐姆洛特称夏琳是“深受爱戴的记者”，是他的好友。
以色列总理納夫塔利·貝內特最初在推特发文，引用以军视频宣称“巴勒斯坦人制造事件”。关注巴勒斯坦以色列占领区中以军犯下的人权问题的组织卜采萊姆批评了总理的言论，表示录像地点距案发地点有200米远，有几堵墙及几栋建筑隔开。《华盛顿邮报》验证了两地的距离。当天晚些时候，以军指挥官阿维夫·科查维中将（Lt Gen Aviv Kochavi）称“在这种情况下，我们无法判断她是被谁的枪火杀害。我们对她的死亡表示遗憾。”当晚，本尼·甘茨表示“正在查明事发经过”、“未有最终定论”，承诺会展开公正透明的调查。
记者阿莫斯·哈雷尔表示，以色列对事件的沟通过于仓促，甚至不惜掩盖事实。通信部长约阿兹·亨德尔向今日以色列報表示自己“确信巴勒斯坦的枪火杀害了夏琳”。《国土报》认为科查维中将的言论发表在“向巴方提供的任何建议被拖延之前”，而外交部长亚伊尔·拉皮德在几个小时后才和巴勒斯坦权力机构高级官员侯赛因·谢赫商讨局势，而谢赫否认双方有做出提议。美国驻以色列大使汤姆·尼德斯建议彻底调查事件。美国国务院发言人内德·普莱斯和美国常驻联合国代表琳达·托马斯-格林菲尔德严厉谴责事件。以色列国内的以色列共产党、和平与平等民主阵线、民族民主联盟等政党谴责以军射杀记者的行为，部分民众自发组织示威抗议以军暴行。
据无国界记者组织透露，2018年到2022年4月间，144名巴勒斯坦记者被以色列军队在加沙地带、约旦河西岸及东耶路撒冷地区伤害。国际记者联盟已向国际刑事法院申诉，指控以军系统性针对记者。无国界记者主席克里斯托夫·德卢瓦尔称事件违反《日内瓦公约》及保护记者安全的联合国安理会第2222号决议，对以色列外交部长亚伊尔·拉皮德提出以方“参与联合调查”感到失望，认为必须进行独立的国际调查。保護記者委員會呼吁对事件展开“迅速、马上及透明的调查”。国际记者联盟谴责事件。國際特赦組織称流血事件提醒大家留意以色列封锁巴勒斯坦人的致命体制，呼吁以色列部队停止对巴勒斯坦人的非法杀戮。巴勒斯坦记者集团称事件是“以色列占领军实施的明显暗杀”。卡塔尔副外交部长穆罕默德·本·阿卜杜拉赫曼·本·贾西姆·阿勒萨尼对事件表示谴责。另一位副外交部长洛尔瓦·哈特发布推文，呼吁以色列立即停止国家恐怖主义，敦促有关各方必须停止对以色列的“无条件支持”。科威特、埃及、阿富汗、巴基斯坦、吉布提、中华人民共和国及伊朗等国外交部也发表了谴责声明。
5月11日，联合国巴勒斯坦被占领土问题特别报告员弗朗茜丝卡·阿尔巴尼斯（Francesca Albanese）认为有关行为“严重侵犯国际人道主义法，可能是《国际刑事法院罗马规约》列明的战争罪”。5月13日，联合国人权专家、阿尔巴尼斯及其他三位特别报告员重申上述立场，其后联合国安理会罕见地一致通过了谴责事件、要求展开即时、彻底、透明、公正调查的决议。
5月24日，联合国安理会召开阿里亚办法会议，解决记者保护问题。半岛电视台美洲分台台长阿卜杜拉欣·富卡拉（Abderrahim Foukara）在席间提到夏琳事件。

### 国防军调查报告
以色列国防军于9月5日公布调查报告，认为夏琳“非常可能”被军方枪火“误伤”，但就不会启动刑事调查。报告表示事发时国防军被巴勒斯坦武装人员火力压制，国防军无法认定夏琳不是被巴方杀害，所以不会对事件进行刑事调查。然而，事发现场视频未能证实现场巴方武装人员有枪火。美联社引述与记者进行的简报的以军高级人员，称开枪的以军士兵“非常有可能”把夏琳误认为巴方士兵，不小心朝她开枪；该人员无法解释以色列的主张为何与目击者证词及现场画面有出入。夏琳的家人认为报告“模糊真相、逃避责任”，继续要求美国政府及国际刑事法院调查。美国马里兰州民主党籍参议员克里斯·范荷倫也认为报告与证据不一致，呼吁联邦政府进行调查。代表驻以色列及巴勒斯坦地区外国记者外国记者协会认为国防军的调查结论“不禁让人对军方当天的行动产生巨大疑问，严重怀疑军方所说的会在未来保护记者的承诺”；在全世界提倡新闻自由的保护记者委员会认为报告“毫无透明性，没有说负责任，没有向她（夏琳）的家人或同事提供应得的答案”。以色列总理亚伊尔·拉皮德拒绝应外界呼吁提起刑事起诉，表示士兵“是在恐怖分子的枪火下自保”，以色列的交战规则“没有人能主宰”，“政府及人民全力支持我们的士兵”。
9月20日，人权组织Al-Haq和国际调查组织鉴证建筑发布联合调查报告，认为夏琳及其同事“被以色列故意攻击”。同一天，律师与人权团体代表夏琳的家人向国际刑事法院提交案件。

### 美国提议调查
2022年11月14日，美国司法部宣布对夏琳的案件进行调查。对此，以色列国防部长本尼·甘茨表示美方调查是“严重错误”，以色列国防军进行了独立和专业的调查，其中的细节已提交给美国人。他重申当局会全力支持以色列国防军士兵，不会与任何外部调查合作，也不允许外国干涉以色列内政。